# Cursan
Cursan ist eine französische Gemeinde im Département Gironde in der Region Nouvelle-Aquitaine. Sie gehört zum Kanton Créon im Arrondissement Bordeaux und hat 666 Einwohner (Stand 1. Januar 2022).

## Geografie
Cursan liegt im Südwesten Frankreichs im Gebiet Entre deux mers zwischen den Flüssen Garonne und Dordogne, 22 Kilometer östlich von Bordeaux, der Hauptstadt der Region Aquitanien, und 4,2 Kilometer nordöstlich vom Kantonshauptort Créon, auf einer mittleren Höhe von 75 Metern über dem Meeresspiegel. Die Ortschaft ist von den Nachbargemeinden Baron, La Sauve und Croignon umgeben. Das Gemeindegebiet hat eine Fläche von 6,07 Quadratkilometern. Das Flüsschen Gestas fließt durch die Gemeinde, es ist ein Nebenfluss der Dordogne und als wichtiges Schutzgebiet im Netzwerk Natura 2000 eingestuft.
Cursan ist einer Klimazone des Typs Cfb (nach Köppen und Geiger) zugeordnet: Warmgemäßigtes Regenklima (C), vollfeucht (f), wärmster Monat unter 22 °C, mindestens vier Monate über 10 °C (b). Es herrscht Seeklima mit gemäßigtem Sommer.

## Geschichte
Cursan wurde im 11. Jahrhundert in einem Schriftstück der Abtei La Sauve-Majeure erstmals erwähnt. Es ging dabei um die Ernennung von Ocent de Cursan zum Richter der Prévôté von La Sauve durch den Klostergründer und Heiligen Gérard de Sauve-Majeure (1025–1095).
Im Hundertjährigen Krieg (1337–1453) wurde die Kirche von Cursan beschädigt. In den Bestandslisten des Erzbistums Bordeaux von 1459 wurde vermerkt, dass die Kirche eine Ruine sei und keine Steuern mehr einbrächte.
1793 erhielt Cursan im Zuge der Französischen Revolution (1789–1799) den Status einer Gemeinde und 1801 durch die Verwaltungsreform unter Napoleon Bonaparte (1769–1821) das Recht auf kommunale Selbstverwaltung. 1809 wurden die offiziellen Briefe von der Unterpräfektur in Libourne an die Gemeindeverwaltung von einem Boten überbracht. Ab 1830 gab es dann auch einen Zustelldienst für private Briefe aller Bürger, dessen Zentrale sich ebenfalls in Libourne befand. 1834 wurde Cursan dem Arrondissement Bordeaux zugeteilt. 1870 wurde die Kirche Saint-Jean zerstört und 1874 als Saint-Michel wiedererbaut. 1899 wurde eine Dorfschule errichtet. Das Gebäude beherbergte zugleich die Mairie (‚Bürgermeisterei‘).

## Bevölkerungsentwicklung
| Jahr                       | 1962 | 1968 | 1975 | 1982 | 1990 | 1999 | 2009 | 2017 |
| Einwohner                  | 184  | 180  | 162  | 413  | 451  | 437  | 474  | 650  |
| Quellen: Cassini und INSEE |      |      |      |      |      |      |      |      |

## Sehenswürdigkeiten

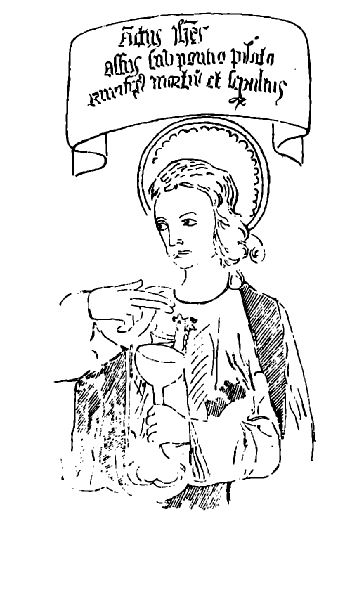
Kopie eines Freskos aus der Kirche Saint-Jean

Alle Gebäude im Weiler Landrin stammen aus dem 17. Jahrhundert. Die Gebäude im Weiler Gourmaud stammen ebenfalls aus dem 17. Jahrhundert, wurden aber im 20. Jahrhundert umgebaut.
Die einzigartigen Fresken aus dem 15. Jahrhundert in der Apsis der romanischen Kirche Saint-Jean wurden zerstört. Eine Statue aus dem 16. Jahrhundert, die die Jungfrau mit dem Kinde darstellt, blieb erhalten und befindet sich heute in der Kirche Saint-Michel.